# العلاقات السيشلية اللبنانية
العلاقات السيشلية اللبنانية هي العلاقات الثنائية التي تجمع بين سيشل ولبنان.

## مقارنة بين البلدين
هذه مقارنة عامة ومرجعية للدولتين:
| وجه المقارنة                                              | سيشل                                                | لبنان                                                                |
| --------------------------------------------------------- | --------------------------------------------------- | -------------------------------------------------------------------- |
| المساحة (كم2)                                             | 459                                                 | 10.45 ألف                                                            |
| عدد السكان (نسمة)                                         | 95.84 ألف                                           | 6.10 مليون                                                           |
| الكثافة السكانية (ن./كم²)                                 | 20.88 ألف                                           | 583.73                                                               |
| العاصمة                                                   | فيكتوريا                                            | بيروت                                                                |
| اللغة الرسمية                                             | لغة فرنسية، لغة إنجليزية، اللغة الكريولية السيشيلية | اللغة العربية، لغة فرنسية                                            |
| العملة                                                    | روبية سيشلية                                        | ليرة لبنانية                                                         |
| الناتج المحلي الإجمالي (بليون دولار)                      | 1.49 مليار                                          | 51.84 مليار                                                          |
| الناتج المحلي الإجمالي (تعادل القوة الشرائية) بليون دولار | 2.54 مليار                                          | 81.54 مليار                                                          |
| الناتج المحلي الإجمالي الاسمي للفرد دولار أمريكي          | 15.48 ألف                                           | 8.05 ألف                                                             |
| الناتج المحلي الإجمالي للفرد دولار أمريكي                 | 26.42 ألف                                           | 17.46 ألف                                                            |
| مؤشر التنمية البشرية                                      | 0.772                                               | 0.769                                                                |
| رمز المكالمات الدولي                                      | +248                                                | +961                                                                 |
| رمز الإنترنت                                              | .sc                                                 | .lb                                                                  |
| المنطقة الزمنية                                           | ت ع م+04:00                                         | ت ع م+02:00، ت ع م+03:00، توقيت شرق أوروبا، توقيت شرق أوروبا الصيفي ‏ |

## منظمات دولية مشتركة
يشترك البلدان في عضوية مجموعة من المنظمات الدولية، منها:
| علم المنظمة | اسم المنظمة                               | تاريخ انضمام سيشل | تاريخ انضمام لبنان |
| ----------- | ----------------------------------------- | ----------------- | ------------------ |
|             | يونسكو                                    | 18 أكتوبر 1976    | 4 نوفمبر 1946      |
|             | وكالة ضمان الاستثمار متعدد الأطراف        | 15 سبتمبر 1992    | 19 أكتوبر 1994     |
|             | الأمم المتحدة                             | 21 سبتمبر 1976    | 24 أكتوبر 1945     |
|             | الاتحاد البريدي العالمي                   | ?                 | ?                  |
|             | البنك الدولي للإنشاء والتعمير             | 29 سبتمبر 1980    | 14 أبريل 1947      |
|             | الاتحاد الدولي للاتصالات                  | 17 سبتمبر 1999    | 12 يناير 1924      |
|             | منظمة حظر الأسلحة الكيميائية              | 29 أبريل 1997     | ?                  |
|             | مؤسسة التمويل الدولية                     | 11 يونيو 1981     | 28 ديسمبر 1956     |
|             | المركز الدولي لتسوية المنازعات الاستشارية | 19 أبريل 1978     | 25 أبريل 2003      |
|             | منظمة الشرطة الجنائية الدولية             | 1 سبتمبر 1977     | ?                  |

## وصلات خارجية
- موقع وزارة الخارجية السيشلية